# Girou
Der Girou ist ein Fluss in Frankreich, der in der Region Okzitanien verläuft. Er entspringt in der Landschaft Lauragais, im Gemeindegebiet von Puylaurens, entwässert generell in nordwestlicher Richtung und mündet nach rund 64 Kilometern an der südlichen Gemeindegrenze von Castelnau-d’Estrétefonds als rechter Nebenfluss in den Hers-Mort, knapp vor dessen Einmündung in die Garonne.
Auf seinem Weg durchquert der Girou die Départements Tarn und Haute-Garonne.

## Orte am Fluss
- Cuq-Toulza
- Teulat
- Verfeil
- Gragnague
- Garidech
- Labastide-Saint-Sernin
- Cépet
- Saint-Sauveur